# Buena Vista Social Club (groep)
Buena Vista Social Club is een groep Cubaanse muzikanten. De groep is vernoemd naar een club met dezelfde naam die tot in de jaren veertig bestond in de Cubaanse hoofdstad Havana. Deze club was destijds een trefpunt voor muzikaal Havana. In 1996 werd de band opgericht onder leiding van de Amerikaans gitarist en producer Ry Cooder en de Cubaan Juan de Marcos González. Het bijzondere van deze band is dat alle leden op leeftijd zijn. Een aantal van hen had destijds al in de betreffende club gespeeld en pakten hun muziekcarrière weer op. De allereerste opname was zo'n succes dat ze wereldberoemd werden, wat leidde tot optredens in onder meer Theater Carré in Amsterdam en Carnegie Hall in New York. Hun bekendste nummer is Chan Chan uit 1997.
Wim Wenders heeft in 1999 een documentaire over de band gemaakt met als naam Buena Vista Social Club. Deze film werd genomineerd voor een Academy Award voor Beste Documentaire.
Een aantal leden is inmiddels overleden en vervangen door jongere muzikanten. Ook heeft een aantal leden naast hun optredens voor de groep een solocarrière gehad.

## Formatie
De formatie bestaat uit:
| - Luis Barzaga - achtergrondzang - Joachim Cooder - percussie - Ry Cooder - slide-gitaar - Carlos González - bongo - Juan de Marcos González - güiro zang & percussie - Eliades Ochoa - zang & gitaar | - Omara Portuondo - zang - Julienne Oviedo Sánchez - pauk - Barbarito Torres - laúd - Amadito Valdés - percussie - Alberto "Virgilio" Valdés - percussie - Lázaro Villa - zang & percussie - Jesus "Aguaje" Ramos - trombone - Papi Oviedo - Cubaanse tres |

| Overleden - Manuel "Puntillita" Licea - zang † 2000 - Compay Segundo - zang & Cubaanse tres † 2003 - Rubén González - piano † 2003 - Ibrahim Ferrer - zang, conga, claves & bongo † 2005 - Pío Leiva - zang † 2006 - Miguel "Anga" Diáz - Percussie † 2006 - Orlando 'Cachaíto' López - contrabas † 2009 - Manuel Galbán - gitaar † 2011 - Manuel "Guajiro" Mirabal - trompet † 2024 |

## Discografie

### Albums
| Album met eventuele hitnotering(en) in de Nederlandse Album Top 100 | Datum van verschijnen | Datum van binnenkomst | Hoogste positie | Aantal weken | Opmerkingen         |
| ------------------------------------------------------------------- | --------------------- | --------------------- | --------------- | ------------ | ------------------- |
| Buena Vista Social Club                                             | 1997                  | 19-07-1997            | 7               | 325          |                     |
| Buena Vista Social Club presents: Ibrahim Ferrer                    | 1999                  | 29-05-1999            | 4               | 28           | met Ibrahim Ferrer  |
| Buena Vista Social Club presents: Omara Portuondo                   | 2000                  | 06-05-2000            | 51              | 12           | met Omara Portuondo |
| At Carnegie Hall                                                    | 10-10-2008            | 18-10-2008            | 35              | 9            |                     |
| Lost and found                                                      | 2015                  | 28-03-2015            | 7               | 19           |                     |

| Album met hitnotering(en) in de Vlaamse Ultratop 200 albums | Datum van verschijnen | Datum van binnenkomst | Hoogste positie | Aantal weken | Opmerkingen        |
| ----------------------------------------------------------- | --------------------- | --------------------- | --------------- | ------------ | ------------------ |
| Buena Vista Social Club                                     | 1997                  | 09-08-1997            | 11              | 539*         | 3x Platina         |
| Buena Vista Social Club presents: Ibrahim Ferrer            | 1999                  | 29-05-1999            | 16              | 16           | met Ibrahim Ferrer |
| At Carnegie Hall                                            | 2008                  | 18-10-2008            | 17              | 18           |                    |
| Lost and found                                              | 2015                  | 28-03-2015            | 33              | 26           |                    |

### Singles
| Single met eventuele hitnotering(en) in de Nederlandse Top 40 | Datum van verschijnen | Datum van binnenkomst | Hoogste positie | Aantal weken | Opmerkingen |
| ------------------------------------------------------------- | --------------------- | --------------------- | --------------- | ------------ | ----------- |
| Chan chan                                                     | 1997                  | 01-11-1997            | tip6            | -            |             |

### NPO Radio 2 Top 2000
| Nummers met noteringen in de NPO Radio 2 Top 2000 | '99 | '00 | '01 | '02 | '03 | '04 | '05 | '06 | '07 | '08 | '09 | '10 | '11 | '12 | '13 | '14 | '15 | '16 | '17 | '18 | '19 | '20 | '21  | '22  | '23  | '24 |
| ------------------------------------------------- | --- | --- | --- | --- | --- | --- | --- | --- | --- | --- | --- | --- | --- | --- | --- | --- | --- | --- | --- | --- | --- | --- | ---- | ---- | ---- | --- |
| Chan Chan                                         | 539 | -   | 707 | 403 | 429 | 375 | 376 | 478 | 630 | 473 | 665 | 664 | 553 | 446 | 417 | 462 | 488 | 454 | 483 | 532 | 613 | 486 | 484  | 510  | 588  | 604 |
| Clocks (met Coldplay)                             | ×   | ×   | ×   | ×   | ×   | ×   | ×   | -   | -   | -   | -   | -   | -   | -   | -   | -   | -   | -   | -   | -   | -   | -   | 1577 | 1777 | 1754 | -   |

1. ↑  Een '-' betekent dat het nummer niet was genoteerd, een '×' betekent dat het nummer nog niet was uitgebracht en een vetgedrukt getal geeft de hoogste notering van een nummer aan.

### Dvd's
| Dvd's met hitnoteringen in de DVD Top 30 | Datum van verschijnen' | Datum van binnenkomst | Hoogste positie | Aantal weken | Opmerkingen |
| ---------------------------------------- | ---------------------- | --------------------- | --------------- | ------------ | ----------- |
| Buena Vista Social Club                  | 2000                   | 18-03-2000            | 2               | 35           |             |